# Ford Madox Brown
Ford Madox Brown, född 16 april 1821 i Calais, död 6 oktober 1893 i London, var en brittisk målare som framställde arbeten i moraliska och historiska ämnen. Han var nära förknippad med prerafaeliterna men han var aldrig medlem. Han var nära vän med Dante Gabriel Rossetti och de båda blev 1861 medlemmar av William Morris designföretag Morris, Marshall, Faulkner & Co., där Brown designade glasmålningar och möbler
Brown utbildade sig i Belgien, Italien och Paris och väckte stor uppmärksamhet första gången 1844 då han i en tävling för fresker ställde upp med två historiska kompositioner med medeltidsmotiv. Under ett besök i Rom 1845 blev han inspirerad av nasarenerna Friedrich Overbeck och Peter von Cornelius. Han återvände till London 1846.
Han opponerade sig mot det akademiska måleriet som han ansåg bestå av banala kompositionsregler, beräknade ateljébelysning och teatraliska figurer. Varje figur han målade försökte han att karakterisera med intensitet i hållning och uttryck. Han ställde ut Kung Lear förbannar Cordelia 1849, samtidigt som prerafaeliterna Dante Gabriel Rossetti, Holman Hunt och John Everett Millais ställde ut sina konstverk för första gången. Brown tillhörde inte prerafaeliterna men har kallats dess osynlige medlem på grund av att det var han som uttryckte deras inriktning. Hans nästa tavla, Chaucer vid Edvard III:s hov (1851), prisbelönades.
1855 målade han sin mest berömda tavla, Det sista av England, som visade ett ungt emigrantpar som blickar tillbaka mot hemlandet från en båt. Han fick inspirationen till tavlan av Thomas Woolner som hade lämnat England för Australien.
Den stora tavlan Arbete, som han arbetade med i 13 år och som avslutades 1865, var en av de första konstnärliga framställningarna av den sorten. Den var ett försök att skildra den mellanviktorianska tidens sociala händelser i en enda bild, genom att visa hur vägarbetare gräver ett hål i gatan och på så sätt stör de gamla sociala strukturerna. Varje figur i tavlan representerar en samhällsklass och har en roll i det moderna samhället. Brown skrev en katalog om tavlan då den ställdes ut. Den innehöll en omfattande förklaring till tavlan men lämnade även många frågor obesvarade.
Bland hans övriga arbeten finns Kristus tvättar Petrus fötter (1852), Elia uppväcker änkans son, Romeos avsked från Julia, Maria Stuarts sista stunder och Cromwell. Hans sista arbete var en serie fresker i Manchesters rådhus.
Madox Brown var gift med Elizabeth Bromley från 1841 och till hennes död 1846 samt med Emily Hill från 1853 och till hennes död 1890. Han fick fem barn, däribland konstnärerna Lucy Madox Brown och Catherine Madox Brown. Författaren Ford Madox Ford var hans barnbarn via Catherine, och skrev en biografi över honom.

## Galleri

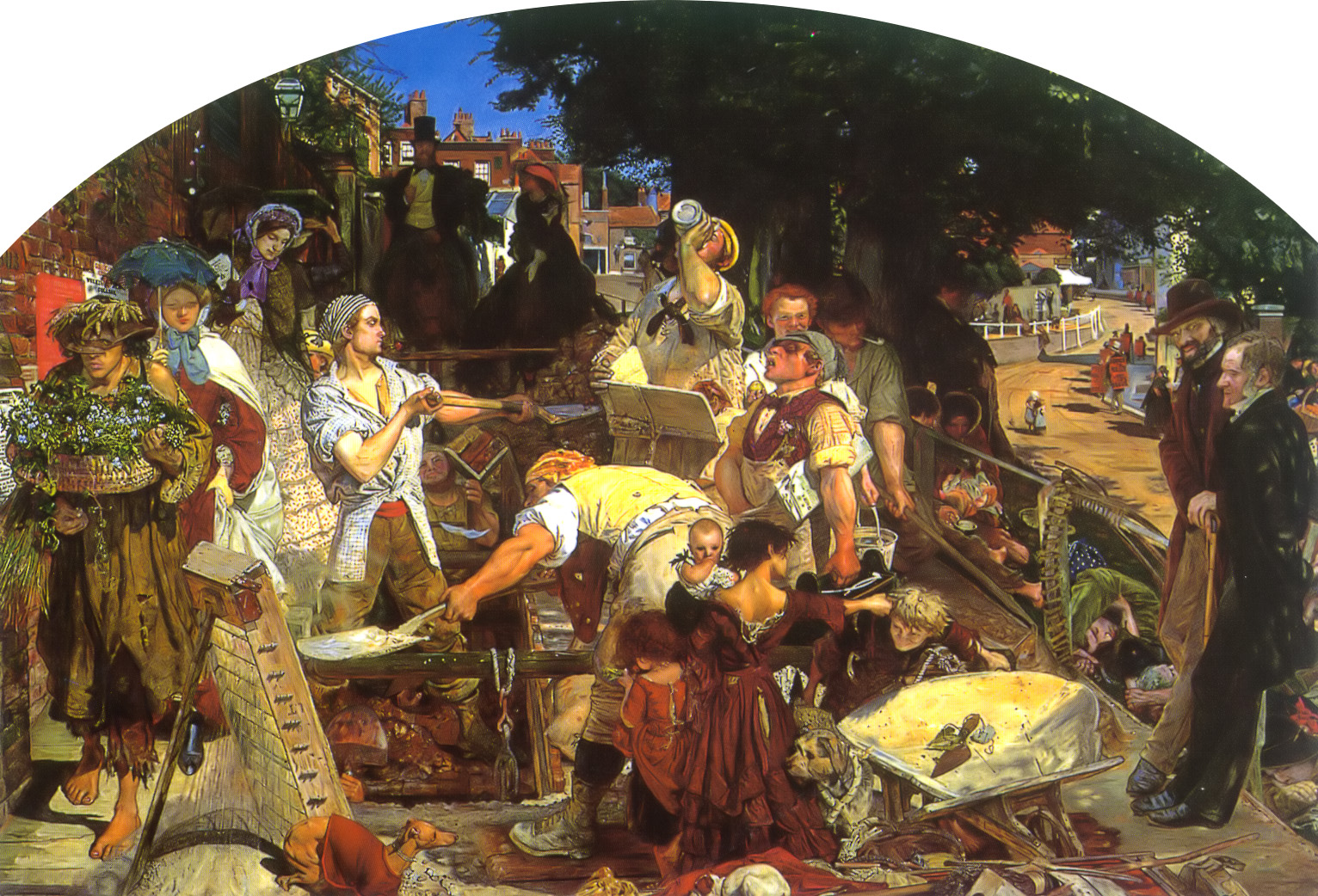
Arbete
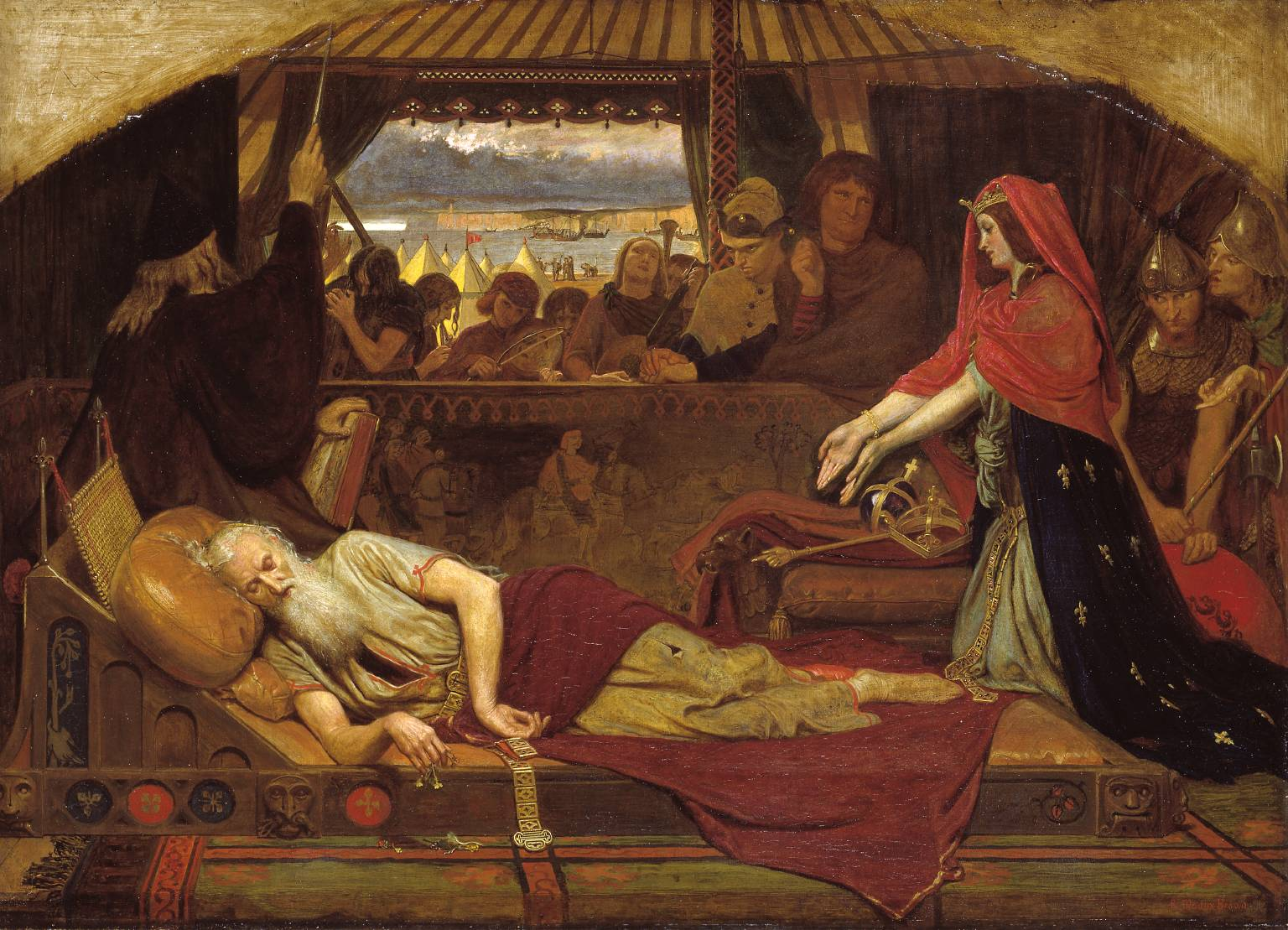
Lear and Cordelia
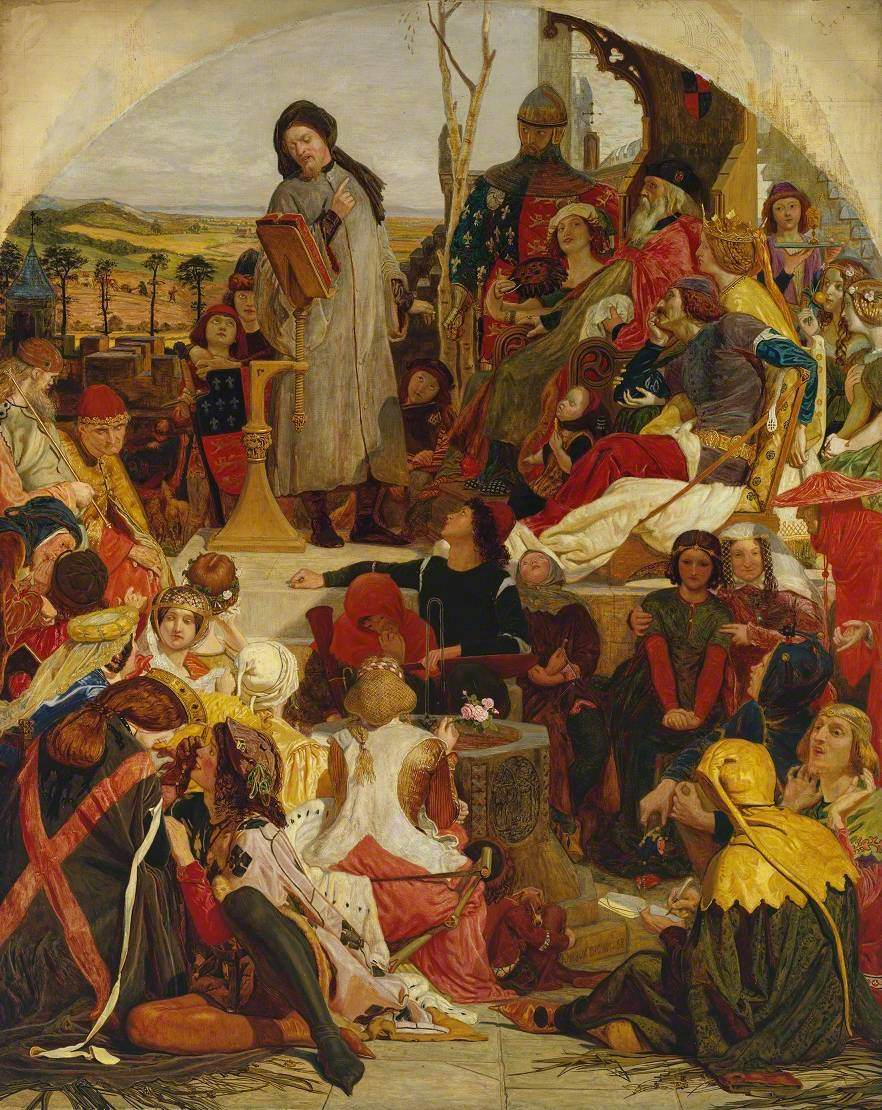
Chaucer at the Court of Edward III
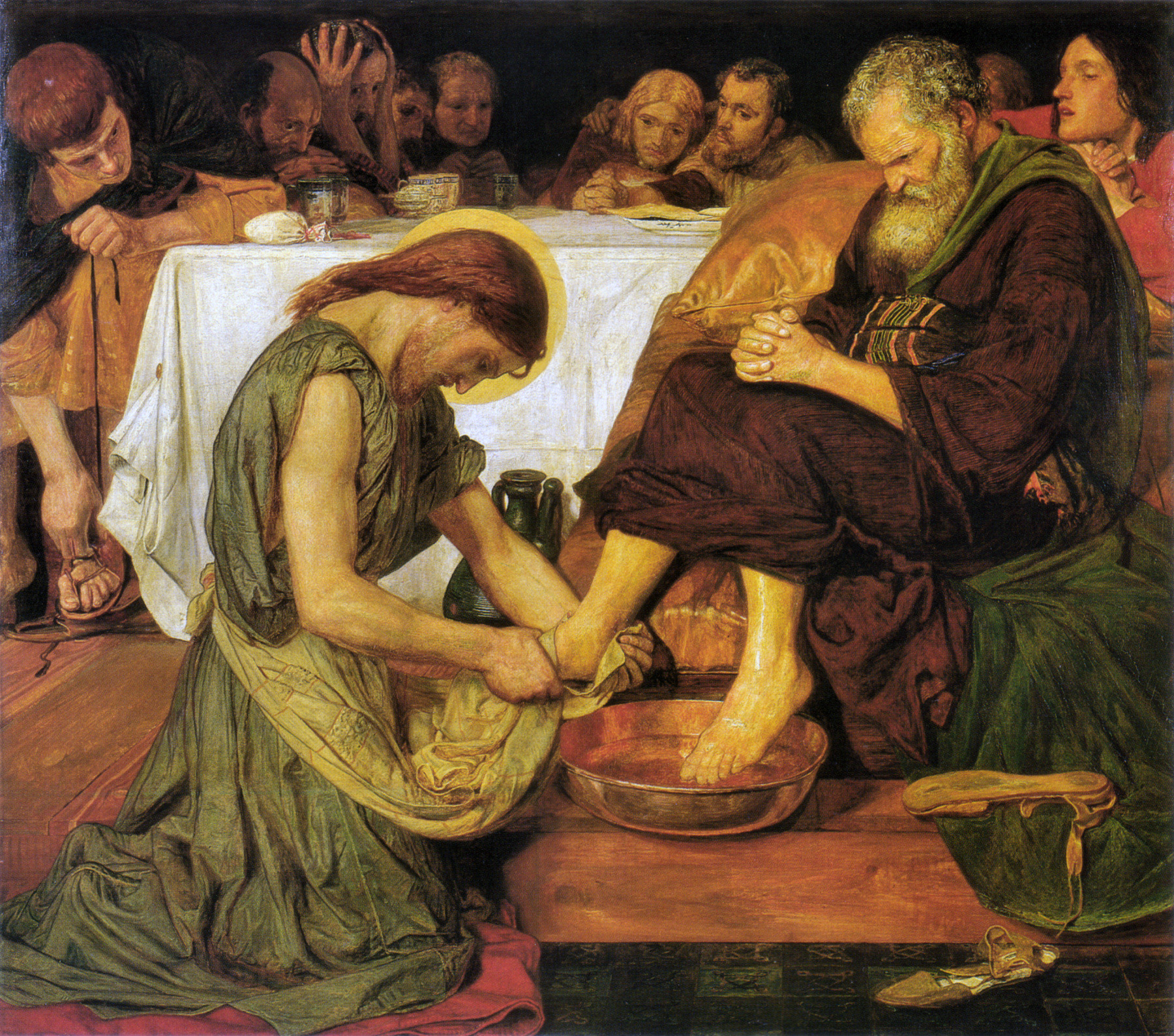
Jesus washing Peter's feet
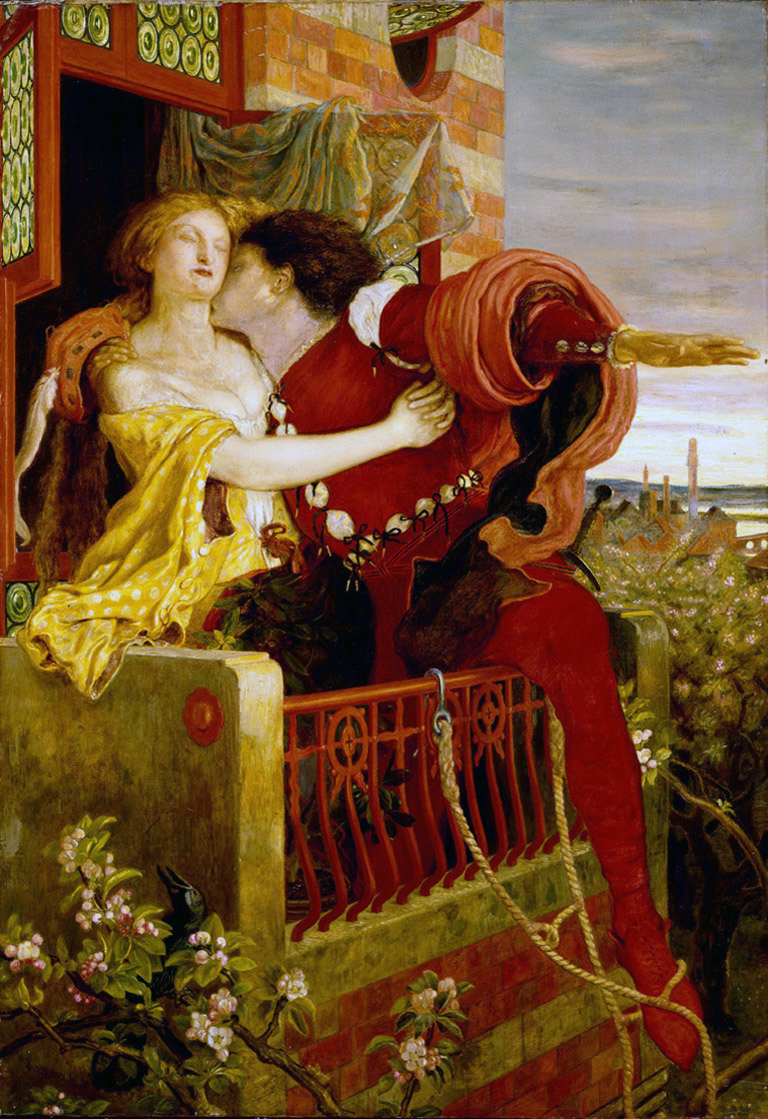
Romeo and Juliet
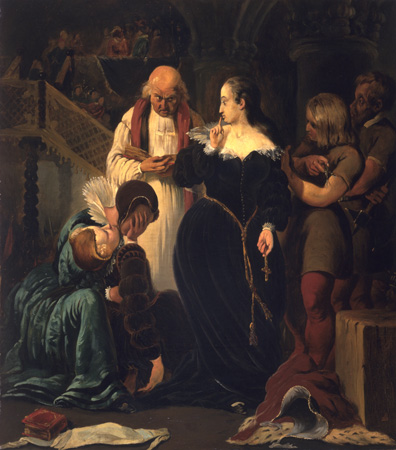
Execution of Mary, Queen of Scots